# 查理·萨维奇
查理·威廉·亨利·萨维奇（Charlie William Henry Savage，2003年5月2日—）是一名威尔士职业足球运动员，效力于英甲球队雷丁，司职中场。他是威尔士青年队国脚，是前威尔士国脚羅比·沙維治的儿子。

## 早期生活
萨维奇出生在莱斯特并在曼彻斯特文法学校接受教育，萨维奇追随他父亲前威尔士国脚罗比·萨维奇的脚步，加入了曼联的青年队。

## 俱乐部生涯
萨维奇于2021年4月和曼联签订了他的第一份职业合同。2021年12月8日，在2021-22赛季欧冠联赛对阵年轻男孩的比赛的第89分钟替补胡安·马塔上场，完成了他在曼联的一线队处子秀，而当时他的父亲罗比·萨维奇正在BT体育评论比赛。

## 国家队生涯
萨维奇曾代表威尔士U17和U18的比赛。他在2021年8月被征召加入威尔士U19，并在威尔士U19 2-3负于奥地利U19的比赛中进球。

## 比赛风格
萨维奇像他父亲一样是一名中场球员。尽管如此，萨维奇表示他没有看到和父亲有相似之处，并表示他更像是一个技术型的中场球员，而不是像他父亲那样顽强的球员。

## 职业统计
最後更新：match played 8 December 2021
| 俱乐部       | 赛季         | 联赛         | 联赛 | 联赛 | 足总杯 | 足总杯 | 联赛杯 | 联赛杯 | 欧洲赛事 | 欧洲赛事 | 其他 | 其他 | 合计 | 合计 |
| 俱乐部       | 赛季         | 级别         | 出场 | 进球 | 出场   | 进球   | 出场   | 进球   | 出场     | 进球     | 出场 | 进球 | 出场 | 进球 |
| ------------ | ------------ | ------------ | ---- | ---- | ------ | ------ | ------ | ------ | -------- | -------- | ---- | ---- | ---- | ---- |
| 曼联U21      | 2021–22      | —            | —    | —    | —      | —      | —      | —      | —        | —        | 2    | 0    | 2    | 0    |
| 曼联         | 2021–22      | 英超         | 0    | 0    | 0      | 0      | 0      | 0      | 1        | 0        | —    | —    | 1    | 0    |
| 职业生涯总计 | 职业生涯总计 | 职业生涯总计 | 0    | 0    | 0      | 0      | 0      | 0      | 1        | 0        | 2    | 0    | 3    | 0    |

1. ↑  Appearances in EFL Trophy
2. ↑  Appearance in UEFA Champions League